# ریکو فرایموت
ریکو فرایموت (آلمانی: Rico Freimuth، زاده ۱۴ مارس ۱۹۸۸) ورزشکار ده‌گانه اهل آلمان است. از افتخارات وی میتوان وی میتوان به کسب مدال برنز ده‌گانه در ۲۰۱۵ پکن اشاره کرد.